# ベン・アスクレン
ベン・アスクレン（Ben Askren、1984年7月18日 - ）は、アメリカ合衆国の元男性総合格闘家、レスリング選手、プロボクサー。アイオワ州シーダーラピッズ出身。ルーファスポーツ/Evolve MMA所属。元ONE世界ウェルター級王者。元Bellator世界ウェルター級王者。

## 来歴

### アマチュアレスリング時代
6歳からレスリングを始め、アローヘッド高校時代に2度ウィスコンシン州王者となった。ミズーリ大学では大学レスリング最優秀選手賞のダニー・ホッジ賞を2度受賞、NCAAディビジョン1で2度王者となり、オールアメリカンに4度選出された。卒業後もレスリングを続け、大学時代までのフォークスタイルからフリースタイルへの移行に苦労するも2008年には北京オリンピックに出場した。
アマチュアレスリング時代はピンフォールを得意とし、NCAAディビジョン1歴代3位のピンフォール記録（91ピンフォール勝利）を保持している。多くのトップレスラーが筋肉質な体格をしているのと対照的に、アスクレンは背が高く細身の体型だが、この体型により他のレスラーができない動きをすることができそれが勝利に繋がった。ニックネームのファンキーも、NCAAの決勝戦で対戦相手にヘッドロックを仕掛けようとするなどの型破りなレスリングや巨大で奇抜なアフロヘアをしていたことから名付けられた。

### 総合格闘技
2008年12月、アメリカン・トップチームで総合格闘技を学び、2009年2月7日に総合格闘技デビュー。
2009年9月26日、ADCC 2009の77kg未満級に主催者推薦で出場。1回戦でトニ・リンデンと対戦し、肩固めで一本勝ち。2回戦でこの大会で優勝するパブロ・ポポビッチと対戦し、アンクルホールドで一本負け。

### Bellator
2010年4月15日、Bellator初参戦となったシーズン2のウェルター級トーナメント1回戦でライアン・トーマスと対戦し、ギロチンチョークで1R一本勝ち。5月20日、準決勝で欠場したジム・ウォールヘッドの代役ライアン・トーマスと再戦し、3-0の判定勝ち。6月17日、決勝でダン・ホーンバックルと対戦し、3-0の判定勝ちを収め優勝を果たした。

#### Bellator世界王座獲得
2010年10月21日、Bellator 33のBellator世界ウェルター級タイトルマッチで王者のライマン・グッドに挑戦し、3-0の5R判定勝ち。王座獲得に成功した。
ルーファスポーツに所属ジムを移籍した。
2011年10月29日、Bellator 56のBellator世界ウェルター級タイトルマッチでジェイ・ヒエロンと対戦し、2-1の5R判定勝ち。王座の初防衛に成功した。
2012年4月6日、Bellator 64のBellator世界ウェルター級タイトルマッチでダグラス・リマと対戦。ストライカーのリマ相手に終始グラウンドで優勢に進め、3-0の5R判定勝ち。2度目の王座防衛に成功した。
2013年1月24日、Bellator 86のBellator世界ウェルター級タイトルマッチでカール・アモーゾと対戦。トップコントロールからパウンドと肘打ちでアモーゾを負傷に追い込み、3R終了時にドクターストップによるTKO勝ち。3度目の王座防衛に成功した。
2013年7月31日、Bellator 97のBellator世界ウェルター級タイトルマッチでアンドレイ・コレシュコフと対戦し、ほぼコレシュコフに何もさせず、最後はパウンドで4RTKO勝ち。4度目の王座防衛に成功した。
2013年11月14日、契約試合を消化したBellatorと再契約の交渉をするが締結に至らず、Bellatorがアスクレンをリリースしたことを発表した。
2013年12月9日、ONE FCと2年6試合の契約を交わした事が発表され、シンガポールのEvolve MMA所属となった。

### ONE
2014年5月30日、ONE FC初参戦となったONE FC 16でバフチヤル・アバソフと対戦し、肩固めで1R一本勝ちを収めた。

#### ONE世界王座獲得
2014年8月29日、ONE FC 19の世界ウェルター級タイトルマッチで王者鈴木信達に挑戦し、序盤から鈴木を圧倒しパウンドで1RTKO勝ち。王座獲得に成功した。
2015年4月24日、ONE Championship 26のONE世界ウェルター級タイトルマッチでルイス・サッポと対戦するも、アイポークでサッポが試合続行不可能になりノーコンテストとなった。
2015年11月13日、ONE Championship 33のONE世界ウェルター級タイトルマッチでルイス・サッポと再戦予定だったがサッポの体重超過によりノンタイトル戦に変更された上、サッポが試合を拒否したため中止された。
2017年5月26日、ONE Championship 55のONE世界ウェルター級（83.9kg）タイトルマッチでアギラン・タニと対戦し、肩固めで1R一本勝ち。王座の初防衛に成功した。
2017年9月2日、ONE Championship 59のONE世界ウェルター級（83.9kg）タイトルマッチでゼバスチャン・カデスタムと対戦し、パウンドで2RTKO勝ち。2度目の王座防衛に成功した。
2017年11月25日、ONE championship 65のONE世界ウェルター級（83.9kg）タイトルマッチで一階級下の元ライト級王者青木真也と対戦。寝技に引き込んだ青木に対し、パウンドで開始57秒のTKO勝ち。3度目の防衛に成功した。

### UFC
2018年11月3日、UFCとONE FCとの間で交渉が成立しデメトリアス・ジョンソンとトレードという形でアスクレンがUFCと契約したことが発表された。
2019年3月2日、UFC初参戦となったUFC 235でウェルター級ランキング6位のロビー・ローラーと対戦。試合序盤にスラムからのパウンドでTKO寸前まで追い込まれるも、すぐに立て直して1R終盤にブルドッグチョークでテクニカル一本勝ち。試合後、レフェリーのストップを巡って論争が起きたが、ネバダ州アスレチック・コミッション・エグゼクティブ・ディレクターのボブ・バーネットがレフェリーの判断は間違っていなかったとのコミッションとしての見解を出した。
2019年7月6日、UFC 239でウェルター級ランキング4位のホルヘ・マスヴィダルと対戦し、タックルを仕掛けようとした際に、カウンターの飛び膝蹴りでUFC史上最短となる開始5秒の失神KO負け。キャリア21戦目で初黒星を喫した。
2019年10月26日、UFC Fight Night: Maia vs. Askrenでウェルター級ランキング10位のデミアン・マイアと対戦。スタンドでは互角だったが寝技の攻防で劣勢となり、3Rにリアネイキドチョークで絞め落とされて一本負け。敗れはしたもののファイト・オブ・ザ・ナイトを受賞した。
2019年11月18日、総合格闘技からの引退を発表し「以前から股関節に問題を抱えていて、医者と話し合ったら左股関節の置換術が必要だと言われた。最後まで自分の道を全うできなかったが、こんなに素晴らしいキャリアを歩むことができて感謝の気持ちでいっぱいだ」「UFCでの敗因が、股関節の怪我によるものだったとは思われたくない」と語った。

### プロボクシング
2021年4月17日、プロボクシングデビュー戦でYouTuberのジェイク・ポールと対戦し、右フックで1回TKO負け。

## 人物・エピソード
- 大学時代のレスリング戦績は87連勝を含む153勝8敗だが、8敗は同じ2名の選手にのみ敗れたもの。2007年にはESPY賞の最優秀大学男子アスリートにノミネートされている。
- 弟のマックスも2010年のNCAAディビジョン1王者で、兄弟で「アスクレン・レスリングアカデミー」を開設し、ハートランド、メクォン、グリーンベイで主宰している。
- ドゥグラス・リマ戦後のインタビューで、アスクレンのグラウンド中心の試合運びにブーイングを浴びせる観客に「そんなにグラウンドが嫌いなら、ボクシングと呼ばれる競技がある。だがそれも面白くないから、お前たちは俺が相手をボコボコにするのを見続けたらどうだ？」と挑発している[12]。
- 自身の堅実なファイトスタイルについて「多くの人が間違っている。『タフなファイターなら打撃で打ち合えるはずだ』って、下らない。俺はタフガイである事を証明するために金網に入っているんじゃない。俺はテイクダウンをして、イージーに勝ちたいんだ」と語っている[13]。
- ディスクゴルフの選手としても活動しており、2009年にはアマチュア世界選手権で9位の成績を収めている[14]。
- 以前はUFC代表のダナ・ホワイトとは犬猿の仲と言える程険悪な関係で、Twitter上で舌戦を繰り広げる事もあったが[15]、UFCと契約後は良好な関係を築いている。

## 戦績

### 総合格闘技
| 総合格闘技 戦績 | 総合格闘技 戦績 | 総合格闘技 戦績 | 総合格闘技 戦績 | 総合格闘技 戦績 | 総合格闘技 戦績 | 総合格闘技 戦績 |
| --------------- | --------------- | --------------- | --------------- | --------------- | --------------- | --------------- |
| 22 試合         | (T)KO           | 一本            | 判定            | その他          | 引き分け        | 無効試合        |
| 19 勝           | 6               | 6               | 7               | 0               | 0               | 1               |
| 2 敗            | 1               | 1               | 0               | 0               | 0               | 1               |

| 勝敗 | 対戦相手                 | 試合結果                             | 大会名                                                                        | 開催年月日     |
| ×    | デミアン・マイア         | 3R 3:54 リアネイキドチョーク         | UFC Fight Night: Maia vs. Askren                                              | 2019年10月26日 |
| ×    | ホルヘ・マスヴィダル     | 1R 0:05 KO（右飛び膝蹴り→パウンド）  | UFC 239: Jones vs. Santos                                                     | 2019年7月6日   |
| ○    | ロビー・ローラー         | 1R 4:20 ブルドッグチョーク           | UFC 235: Jones vs. Smith                                                      | 2019年3月2日   |
| ○    | 青木真也                 | 1R 0:57 TKO（パウンド）              | ONE Championship 65: Immoral Pursuit 【ONE世界ウェルター級タイトルマッチ】    | 2017年11月25日 |
| ○    | ゼバスチャン・カデスタム | 2R 4:09 TKO（パウンド）              | ONE Championship 59: Shanghai 【ONE世界ウェルター級タイトルマッチ】           | 2017年9月2日   |
| ○    | アギラン・タニ           | 1R 2:20 肩固め                       | ONE Championship 55: Dynasty of Heroes 【ONE世界ウェルター級タイトルマッチ】  | 2017年5月26日  |
| ○    | ニコライ・アレクサヒン   | 5分5R終了 判定3-0                    | ONE Championship 40: Global Rivals                                            | 2016年4月15日  |
| －   | ルイス・サッポ           | 1R 2:19 ノーコンテスト（アイポーク） | ONE Championship 26: Valor of Champions 【ONE世界ウェルター級タイトルマッチ】 | 2015年4月24日  |
| ○    | 鈴木信達                 | 1R 1:24 TKO（パウンド）              | ONE FC 19: Reign of Champions 【ONE FC世界ウェルター級タイトルマッチ】        | 2014年8月29日  |
| ○    | バフチヤル・アバソフ     | 1R 4:11 肩固め                       | ONE FC 16: Honor and Glory                                                    | 2014年5月30日  |
| ○    | アンドレイ・コレシュコフ | 4R 2:59 TKO（パウンド）              | Bellator 97 【Bellator世界ウェルター級タイトルマッチ】                        | 2013年7月31日  |
| ○    | カール・アモーゾ         | 3R終了時 TKO（ドクターストップ）     | Bellator 86 【Bellator世界ウェルター級タイトルマッチ】                        | 2013年1月24日  |
| ○    | ダグラス・リマ           | 5分5R終了 判定3-0                    | Bellator 64 【Bellator世界ウェルター級タイトルマッチ】                        | 2012年4月6日   |
| ○    | ジェイ・ヒエロン         | 5分5R終了 判定2-1                    | Bellator 56 【Bellator世界ウェルター級タイトルマッチ】                        | 2011年10月29日 |
| ○    | ニック・トンプソン       | 5分3R終了 判定3-0                    | Bellator 40                                                                   | 2011年4月9日   |
| ○    | ライマン・グッド         | 5分5R終了 判定3-0                    | Bellator 33 【Bellator世界ウェルター級タイトルマッチ】                        | 2010年10月21日 |
| ○    | ダン・ホーンバックル     | 5分3R終了 判定3-0                    | Bellator 22 【ウェルター級トーナメント 決勝】                                 | 2010年6月17日  |
| ○    | ライアン・トーマス       | 5分3R終了 判定3-0                    | Bellator 19 【ウェルター級トーナメント 準決勝】                               | 2010年5月20日  |
| ○    | ライアン・トーマス       | 1R 2:40 ギロチンチョーク             | Bellator 14 【ウェルター級トーナメント 1回戦】                                | 2010年4月15日  |
| ○    | マット・デラノイ         | 1R 1:15 ノースサウスチョーク         | MFDM: Ballroom Brawl 2                                                        | 2009年8月28日  |
| ○    | ミッチェル・ハリス       | 1R 1:27 肩固め                       | HP: The Patriot Act 2                                                         | 2009年4月25日  |
| ○    | ジョシュ・フラワーズ     | 1R 1:25 TKO（パンチ連打）            | HP: The Patriot Act                                                           | 2009年2月7日   |

### プロボクシング
| プロボクシング 戦績 | プロボクシング 戦績 | プロボクシング 戦績 | プロボクシング 戦績 | プロボクシング 戦績 | プロボクシング 戦績 | プロボクシング 戦績 |
| ------------------- | ------------------- | ------------------- | ------------------- | ------------------- | ------------------- | ------------------- |
| 1 試合              | (T)KO               | 判定                | その他              | 引き分け            | 無効試合            |                     |
| 0 勝                | 0                   | 0                   | 0                   | 0                   | 0                   |                     |
| 1 敗                | 1                   | 0                   | 0                   | 0                   | 0                   |                     |

| 戦           | 日付          | 勝敗 | 時間    | 内容 | 対戦相手         | 国籍           | 備考 |
| ------------ | ------------- | ---- | ------- | ---- | ---------------- | -------------- | ---- |
| 1            | 2021年4月17日 | ★    | 1R 1:59 | TKO  | ジェイク・ポール | アメリカ合衆国 |      |
| テンプレート |               |      |         |      |                  |                |      |

### グラップリング
| 勝敗 | 対戦相手           | 試合結果         | 大会名                         | 開催年月日    |
| ×    | パブロ・ポポビッチ | アンクルホールド | ADCC 2009 【77kg未満級 2回戦】 | 2009年9月26日 |
| ○    | トニ・リンデン     | 肩固め           | ADCC 2009 【77kg未満級 1回戦】 | 2009年9月26日 |

## 獲得タイトル
- レスリングパンアメリカン選手権 男子フリースタイル84kg級 優勝（2005年）
- レスリング NCAAディビジョン1 王者（2006年、2007年）[2]
- FILAグラップリング世界選手権 ノーギ84kg級 優勝（2009年）
- Bellatorシーズン2 ウェルター級トーナメント 優勝（2010年）
- 第2代Bellator世界ウェルター級王座（2010年）
- 第2代ONE世界ウェルター級王座（2014年）

## 表彰
- レスリング ダニー・ホッジ・トロフィー賞（2006年、2007年）[1]
- レスリング NCAAディビジョン1 オールアメリカン（2004年、2005年、2006年、2007年）
- ミズーリ大学 殿堂入り（2012年）
- UFC ファイト・オブ・ザ・ナイト（1回）